# Palacio Cordovez
Palacio Cordovez (Palacio Mercado, Mansión del Ángel) es una edificación palaciega de la ciudad de Quito D.M. - Ecuador. Se ubica en la zona aledaña al parque La Alameda, en el Centro Histórico de la urbe.

## Historia
Construido a principios del siglo XX, esta edificación de carácter palaciego urbano, perteneció en un inicio a Domingo Cordovez Ricaurte, quien la edificó para su esposa Mercedes Bustamante Cevallos cuando la familia regresó de Lima tras un destierro al que les había condenado el general Eloy Alfaro.
Durante su destierro en la capital peruana, los Cordovez residieron en el Palacio Melgar, y se enamoraron tanto de la edificación que trajeron con ellos los planos para construir una réplica de iguales proporciones en Quito cuando finalmente pudieron regresar. El arquitecto encargado de levantar la obra, y de darle sus toques de peculiaridad para diferenciarlo del edificio limeño, fue el italiano Giacomo Radiconcini, quien también fue responsable del diseño y construcción del Teatro Capitol, a pocos metros del Palacio, frente al parque La Alameda.
En 1930 el edificio fue comprado por Carlos Mercado Matheus, quien le cambió el nombre a Palacio Mercado, y convirtió la primera planta en sede de su empresa tabacalera, ofreciendo además fiestas que le dieron fama al lugar como un hervidero de vida social para la gente de la alta sociedad quiteña de la época y que compartió con su esposa, Ángela de Mercado.

### Renovación
El Palacio fue comprado en 2007 por el hotelero Jorge Espinosa, quien ya era el propietario de un hotel boutique en el sector de La Mariscal llamado Mansión del Ángel, y decidió usar el mismo nombre para trasladar su negocio a este nuevo lugar. Las refacciones del Palacio duraron hasta 2009 a cargo del arquitecto Jorge Moncayo bajo una estricta supervisión del FONSAL para que no se alterara la esencia histórica del edificio ni los materiales originales que se usaron en su construcción.
En la actualidad se conserva en los espacios del hotel mucho del mobiliario original del Palacio, incluidas las lámparas de Baccarat, chimeneas francesas de porcelana, y la habitación de Ángela de Mercado permanece totalmente intacta. Se presta especial énfasis en el mantenimiento de la Escalera Bustamante, llamada así en honor a la esposa del primer propietario, que es una de las pocas de estilo imperial que sirven de entrada principal a un edificio histórico de la ciudad.

## Espacios
El Palacio Cordovez contaba originalmente con 21 habitaciones, de las cuales 15 son hoy para alojamiento de huéspedes y 6 para oficinas y servicios complementarios. Los 4 salones y la biblioteca siguen estando en uso al igual que la cocina y los sótanos. Se agregó además una estructura de cristal tipo invernadero para cubrir un sector de los jardines traseros y convertirlo en desayunador para los huéspedes.